# Willi Breuer

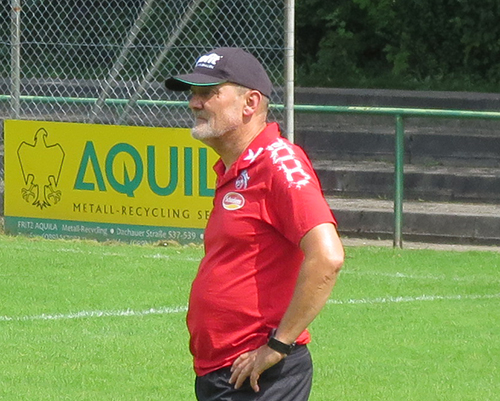
Willi Breuer

Willi Breuer (* 30. November 1954) ist ein deutscher Fußballtrainer. Er war von 1997 bis 2002 Jugendtrainer beim 1. FC Köln, wo er ein Jahr die D-Jugend, drei Jahre die C-Jugend und ein Jahr die A-Jugend trainierte. Unter anderem war er C-Jugend-Trainer von Lukas Sinkiewicz und Nationalspieler Lukas Podolski und begleitete seinerzeit dessen erste Vertragsverhandlungen.
Breuer, der selbst aktiv Oberliga-Fußball spielte, war seit 1992 verantwortlicher Honorarbundestrainer für Fußball im Deutschen Behindertensportverband und trainierte als staatlich geprüfter Fußballlehrer die deutsche Nationalmannschaft der Fußballer mit kognitiver Behinderung, die er 1992 ins Leben gerufen hatte. Er kündigte die Trainerstelle im Frühjahr 2007 aufgrund von Differenzen über die Zukunftsaussichten der Arbeit.
Während der Weltmeisterschaft 2006 konnte er seine Mannschaft zunächst auf Platz 3 führen, musste aber im April 2007 die nachträgliche Disqualifizierung seines Teams hinnehmen: Die deutschen psychologischen Testverfahren zur Eignungseinschätzung der Spieler für die Nationalmannschaft wurden vom Weltverband INAS-FID nicht anerkannt.
Der gelernte Drucker ist Vater von vier Kindern und lebt in Hürth (Rhein-Erft-Kreis). Er ließ sich an der Sporthochschule Köln zum Diplom-Sportlehrer ausbilden und machte zusätzlich eine Ausbildung zum Sonderpädagogen.
Am 1. September 2007 übernahm Breuer die Leitung des Nachwuchsleistungszentrums bei Alemannia Aachen, welche er am 22. Juni 2009 wieder kündigte, um zurück zum 1. FC Köln zu wechseln. Im Sommer 2012 wurde er Trainer der Frauenfußballmannschaft, mit der er am Ende der Spielzeit 2014/15 in die Bundesliga aufstieg. Am 12. November 2015 wurde er als Cheftrainer abgelöst und übernahm die Leitung des Teammanagements.
Seit 1. August 2013 ist Breuer zudem tätig als Sportlicher Leiter und Trainer für Fußballspieler mit Behinderung im Fußball-Leistungszentrum Frechen der Gold-Kraemer-Stiftung.
Ab der Saison 2016/17 trainierte Breuer erneut in der Rolle des Cheftrainers die Frauenfußballmannschaft des 1. FC Köln. Zum Jahreswechsel 2020 machte er den Platz frei für Sascha Glass.

## Auszeichnungen
- 2007: Bundesverdienstkreuz am Bande